# Dichiarazione dei diritti della Virginia
La Dichiarazione dei diritti della Virginia  (Virginia Declaration of Rights in lingua inglese) fu redatta nel 1776 per proclamare i diritti degli uomini, compreso il diritto di riformare o abolire governi "non idonei". Essa influenzò un numero di documenti successivi, compresa la 
Dichiarazione d'indipendenza degli Stati Uniti d'America (1776) e la Carta dei Diritti degli Stati Uniti d'America (1789).

## Redazione e adozione

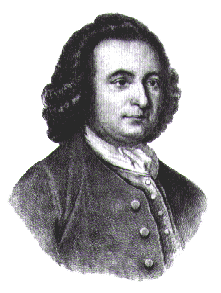
George Mason fu il principale autore della Dichiarazione dei diritti della Virginia.

La Dichiarazione fu adottata all'unanimità dalla Quinta Convenzione della Virginia a Williamsburg in Virginia il 29 giugno 1776 come documento separato dalla Costituzione della Virginia, che fu adottata separatamente nel giugno 1776. Nel 1830, la Dichiarazione dei diritti fu incorporata nella Costituzione dello Stato della Virginia all'Articolo I, ma anche prima che la Dichiarazione dei diritti della Virginia stabilisse che essa era "la base e il fondamento del governo" in Virginia. Una versione leggermente aggiornata può ancora essere riscontrata nella Costituzione in Virginia, rendendola legale in effetti da quel giorno.
Dieci articoli furono inizialmente redatti da George Mason tra il 20 e il 26 maggio 1776; tre altri articoli furono aggiunti in comitato, visti nel manoscritto originale di Thomas Ludwell Lee, ma l'autore è ignoto.
James Madison successivamente propose di liberalizzare l'articolo sulla libertà di religione, ma la più ampia Convenzione della Virginia apportò ulteriori cambiamenti. Esso fu successivamente emendato dal Comitato e l'intera Convenzione, compresa l'aggiunta di una sezione sul diritto a un uniforme governo (Sezione 14). Patrick Henry persuase la convenzione a cancellare una sezione che avrebbe vietato i Writ of Attainder, sostenendo che le leggi ordinarie potevano essere inefficaci contro alcuni terrificanti criminali.
Edmund Pendleton propose l'indirizzo "quando loro entrano in uno stato di società" che permetteva ai proprietari di schiavi di sostenere la dichiarazione dei diritti universali che, sarebbe stato inteso, non fosse applicabile agli schiavi non essendo questi membri della società civile.
Mason basò la sua prima bozza sui diritti dei cittadini descritta nelle prime opere quali English Bill of Rights (1689) e le opere di John Locke. La Dichiarazione può essere considerata la prima moderna protezione costituzionale dei diritti individuali per i cittadini del Nordamerica. Essa respingeva il concetto di classi privilegiate politicamente o funzioni ereditarie quali ad esempio quella di membro del Parlamento e della Camera dei Lord descritte nella legge inglese dei diritti.
La Dichiarazione consiste in sedici articoli in materia di quali diritti "spettano al [popolo della Virginia] ... come base e fondamento del Governo."  In aggiunta, per affermare l'inerente natura dei diritti alla vita, libertà, proprietà, e al perseguimento e ottenimento di felicità e sicurezza, la Dichiarazione descrive la visione del Governo come ente al servizio del popolo ed enumera la separazione dei poteri amministrativo, legislativo e giudiziario. Quindi, il documento è insolito in quanto esso non solo prescrive diritti legali, ma anche i principi morali in base ai quali un governo dovrebbe essere impegnato.

## Contenuti
Gli articoli da 1 a 3 si riferiscono al soggetto dei diritti e ai rapporti tra il governo e i governati. L'articolo 1 stabilisce che:
(Articolo 1- Dichiarazione dei diritti della Virginia)
 un'affermazione resa poi internazionalmente famosa nel secondo paragrafo della Dichiarazione d'Indipendenza, come:
(Dal secondo paragrafo della Dichiarazione d'Indipendenza degli Stati Uniti d'America)
Gli articoli 2 e 3 affermano il concetto che
(Articolo 2)
 e che 
(Articolo3)
L'Articolo 4 afferma l'eguaglianza di tutti i cittadini, respingendo il concetto di classi politicamente privilegiate o di incarichi ereditari – un'altra critica alle instituzioni britanniche come la Camera dei Lord e i privilegi della nobiltà: 
(Articolo 4)
Gli articoli 5 e 6 raccomandano i principi della separazione dei poteri e libere elezioni, "frequenti, certe, e regolari" di membri dei poteri esecutivo e legislativo: 
()
Gli Articoli dal 7 al 16 propongono restrizioni ai poteri del governo, dichiarando che il governo non debba avere il potere di sospendere leggi in vigore "senza il consenso dei rappresentanti del popolo"; Stabilendo i diritti legali di
(Articolo 8)
 protezioni contro "pene crudeli e punizioni insolite", perquisizioni e arresti, e le garanzie di un processo con una giuria, libertà di stampa, libertà di religione ("tutti gli uomini hanno pari diritto di professare liberamente la propria religione"), e il "proprio naturale diritto di una sicura difesa di uno stato libero" poggiante su una ben strutturata milizia composta da un corpo di cittadini, addestrato alle armi, che posi le armi in tempo di pace, evitando di costituire un pericolo per la libertà;  L'Articolo 8 protegge la persona dall'essere "privata della propria libertà eccetto che dalla legge locale", che più tardi evolverà nella clausola del dovuto processo nella legge federale della Carta dei Diritti. L'Articolo 12 è la prima codifica del diritto di libertà di stampa e fu un importante precursore del I emendamento della Costituzione degli Stati Uniti d'America.

## Testo
Il testo completo della Dichiarazione dei diritti della Virginia è il seguente:
Section 1. That all men are by nature equally free and independent and have certain inherent rights, of which, when they enter into a state of society, they cannot, by any compact, deprive or divest their posterity; namely, the enjoyment of life and liberty, with the means of acquiring and possessing property, and pursuing and obtaining happiness and safety.
Section 2. That all power is vested in, and consequently derived from, the people; that magistrates are their trustees and servants and at all times amenable to them.
Section 3. That government is, or ought to be, instituted for the common benefit, protection, and security of the people, nation, or community; of all the various modes and forms of government, that is best which is capable of producing the greatest degree of happiness and safety and is most effectually secured against the danger of maladministration. And that, when any government shall be found inadequate or contrary to these purposes, a majority of the community has an indubitable, inalienable, and indefeasible right to reform, alter, or abolish it, in such manner as shall be judged most conducive to the public weal.
Section 4. None of mankind is entitled to exclusive or separate emoluments or privileges from the community, but in consideration of public services; which, not being descendible, neither ought the offices of magistrate, legislator, or judge to be hereditary.
Section 5. That the legislative and executive powers of the state should be separate and distinct from the judiciary; and that the members of the two first may be restrained from oppression, by feeling and participating the burdens of the people, they should, at fixed periods, be reduced to a private station, return into that body from which they were originally taken, and the vacancies be supplied by frequent, certain, and regular elections, in which all, or any part, of the former members, to be again eligible, or ineligible, as the laws shall direct.
Section 6. That elections of members to serve as representatives of the people, in assembly ought to be free; and that all men, having sufficient evidence of permanent common interest with, and attachment to, the community, have the right of suffrage and cannot be taxed or deprived of their property for public uses without their own consent or that of their representatives so elected, nor bound by any law to which they have not, in like manner, assented for the public good.
Section 7. That all power of suspending laws, or the execution of laws, by any authority, without consent of the representatives of the people, is injurious to their rights and ought not to be exercised.
Section 8. That in all capital or criminal prosecutions a man has a right to demand the cause and nature of his accusation, to be confronted with the accusers and witnesses, to call for evidence in his favor, and to a speedy trial by an impartial jury of twelve men of his vicinage, without whose unanimous consent he cannot be found guilty; nor can he be compelled to give evidence against himself; that no man be deprived of his liberty except by the law of the land or the judgment of his peers.
Section 9. That excessive bail ought not to be required, nor excessive fines imposed, nor cruel and unusual punishments inflicted.
Section 10. That general warrants, whereby an officer or messenger may be commanded to search suspected places without evidence of a fact committed, or to seize any person or persons not named, or whose offense is not particularly described and supported by evidence, are grievous and oppressive and ought not to be granted.
Section 11. That in controversies respecting property, and in suits between man and man, the ancient trial by jury is preferable to any other and ought to be held sacred.
Section 12. That the freedom of the press is one of the great bulwarks of liberty, and can never be restrained but by despotic governments.
Section 13. That a well regulated militia, composed of the body of the people, trained to arms, is the proper, natural, and safe defense of a free state; that standing armies, in time of peace, should be avoided as dangerous to liberty; and that in all cases the military should be under strict subordination to, and governed by, the civil power.
Section 14. That the people have a right to uniform government; and, therefore, that no government separate from or independent of the government of Virginia ought to be erected or established within the limits thereof.
Section 15. That no free government, or the blessings of liberty, can be preserved to any people but by a firm adherence to justice, moderation, temperance, frugality, and virtue and by frequent recurrence to fundamental principles.
Section 16. That religion, or the duty which we owe to our Creator, and the manner of discharging it, can be directed only by reason and conviction, not by force or violence; and therefore all men are equally entitled to the free exercise of religion, according to the dictates of conscience; and that it is the mutual duty of all to practise Christian forbearance, love, and charity toward each other.»
Articolo 1. Che tutti gli uomini sono per natura ugualmente liberi e indipendenti e possiedono certi diritti intrinseci, dei quali, entrando in uno stato di società, non possono, mediante alcun patto, privare o spogliare la loro posterità; vale a dire, il godimento della vita e della libertà, con i mezzi per acquisire e possedere proprietà, e perseguire e ottenere felicità e sicurezza.
Articolo 2. Che tutto il potere è conferito al popolo e, di conseguenza, da esso deriva; che i magistrati sono i suoi fiduciari e servitori e sempre responsabili nei suoi confronti.
Articolo 3. Che il governo è, o dovrebbe essere, istituito per il comune beneficio, la protezione e la sicurezza del popolo, della nazione o della comunità; di tutti i vari modi e forme di governo, è migliore quello che è capace di produrre il massimo grado di felicità e sicurezza ed è più efficacemente garantito contro il pericolo di malgoverno. E che, quando un qualsiasi governo si rivelerà inadeguato o contrario a questi scopi, la maggioranza della comunità ha il diritto indubitabile, inalienabile e irrinunciabile di riformarlo, modificarlo o abolirlo, in modo tale da essere giudicato più conducive al bene pubblico.
Articolo 4. Nessun membro dell'umanità ha diritto a emolumenti o privilegi esclusivi o separati dalla comunità, se non in considerazione dei servizi pubblici; non essendo tali privilegi trasmissibili, neppure gli incarichi di magistrato, legislatore o giudice dovrebbero essere ereditari.
Articolo 5. Che i poteri legislativo ed esecutivo dello Stato dovrebbero essere separati e distinti dal potere giudiziario; e che i membri dei primi due possano essere limitati dall'oppressione, sentendo e partecipando agli oneri del popolo, essi dovrebbero, a periodi fissi, essere ridotti a una condizione privata, tornare nell'organismo da cui sono stati originariamente prelevati, e i posti vacanti essere ricoperti mediante elezioni frequenti, certe e regolari, in cui tutti, o una qualsiasi parte, degli ex membri possano essere nuovamente eleggibili o ineleggibili, come stabilito dalle leggi.
Articolo 6. Che le elezioni dei membri che servono come rappresentanti del popolo in assemblea dovrebbero essere libere; e che tutti gli uomini, che abbiano sufficienti prove di un permanente interesse comune con la comunità e di attaccamento ad essa, hanno il diritto di voto e non possono essere tassati o privati della loro proprietà per usi pubblici senza il loro consenso o quello dei loro rappresentanti così eletti, né vincolati da alcuna legge a cui non abbiano, allo stesso modo, acconsentito per il bene pubblico.
Articolo 7. Che ogni potere di sospendere le leggi, o l'esecuzione delle leggi, da parte di qualsiasi autorità, senza il consenso dei rappresentanti del popolo, è lesivo dei loro diritti e non deve essere esercitato.
Articolo 8. Che in tutte le procedure capitali o penali un uomo ha il diritto di conoscere la causa e la natura dell'accusa contro di lui, di essere confrontato con gli accusatori e i testimoni, di chiedere prove a suo favore e di un rapido processo da parte di una giuria imparziale di dodici uomini del suo vicinato, senza il cui consenso unanime non può essere giudicato colpevole; né può essere costretto a testimoniare contro se stesso; che nessun uomo sia privato della sua libertà se non dalla legge del paese o dal giudizio dei suoi pari.
Articolo 9. Che non si devono richiedere cauzioni eccessive, né imporre ammende eccessive, né infliggere punizioni crudeli e inusuali.
Articolo 10. Che i mandati generali, in base ai quali a un ufficiale o messaggero può essere ordinato di perquisire luoghi sospetti senza prove di un fatto commesso, o di sequestrare qualsiasi persona o persone non nominate, o il cui reato non sia particolarmente descritto e supportato da prove, sono gravi e oppressivi e non dovrebbero essere concessi.
Articolo 11. Che nelle controversie relative alla proprietà e nelle controversie tra uomo e uomo, l'antico processo con giuria è preferibile a qualsiasi altro e deve essere considerato sacro.
Articolo 12. Che la libertà di stampa è uno dei grandi baluardi della libertà e non può mai essere limitata se non da governi dispotici.
Articolo 13. Che una milizia ben regolamentata, composta dal corpo del popolo, addestrata alle armi, è la difesa adeguata, naturale e sicura di uno stato libero; che si dovrebbero evitare eserciti permanenti, in tempo di pace, in quanto pericolosi per la libertà; e che in tutti i casi l'esercito dovrebbe essere sotto stretta subordinazione al potere civile e da esso governato.
Articolo 14. Che il popolo ha diritto a un governo uniforme; e, pertanto, che nessun governo separato o indipendente dal governo della Virginia dovrebbe essere eretto o istituito entro i suoi limiti.
Articolo 15. Che nessun governo libero, o le benedizioni della libertà, possono essere preservati a nessun popolo se non attraverso una ferma aderenza alla giustizia, alla moderazione, alla temperanza, alla frugalità e alla virtù e attraverso il frequente ricorso ai principi fondamentali.
Articolo 16. Che la religione, o il dovere che abbiamo verso il nostro Creatore, e il modo di adempierlo, possono essere diretti solo dalla ragione e dalla convinzione, non dalla forza o dalla violenza; e pertanto tutti gli uomini hanno ugualmente diritto al libero esercizio della religione, secondo i dettami della coscienza; ed è dovere reciproco di tutti praticare tolleranza, amore e carità cristiana gli uni verso gli altri.»
La bozza del comitato fu scritta principalmente da George Mason, e la versione finale fu adottata dalla Convenzione della Virginia con emendamenti significativi di Robert C. Nicholas e James Madison il 12 giugno 1776.

## Influenza
La Dichiarazione dei Diritti della Virginia influenzò pesantemente i successivi documenti. Si ritiene che la Commissione dei Cinque si sia ispirata a essa quando redasse la Dichiarazione d'indipendenza degli Stati Uniti d'America nello stesso mese (giugno 1776). James Madison fu anche influenzato dalla Dichiarazione mentre redigeva la Carta dei Diritti (introdotta nel settembre 1789, ratificata nel 1791).
La Dichiarazione dei Diritti della Virginia fu uno dei primi documenti che ponesse l'accento sulla protezione dei diritti individuali, piuttosto che proteggere solo i membri del Parlamento o che consistesse semplicemente in leggi che possono essere cambiate col passare del tempo.
Per esempio, fu la prima dichiarazione dei diritti a richiamare la libertà di stampa.
Le contee della Virginia occidentale citarono la Dichiarazione dei Diritti a
giustificazione dell'aver respinto il Decreto di secessione prima della guerra di secessione americana. I delegati alla Convenzione di Wheeling sostennero che in base alla Dichiarazione dei diritti, ogni cambiamento nella forma di governo avrebbe dovuto essere approvato tramite un referendum. Poiché la Convenzione di Secessione non era stata approvata da un referendum, le contee dell'Ovest sostennero che tutti i suoi atti erano privi di valore. Ciò mise in moto la sequenza di eventi che infine portarono le contee dell'ovest a costituirsi come stato separato della Virginia Occidentale.